# Nanterre La Boule (métro de Paris)
Nanterre La Boule est le nom provisoire d'une future station du métro de Paris qui sera située le long de la ligne 15 à Nanterre, dans les Hauts-de-Seine. Destinée à être ouverte à l'horizon 2031, elle offrira une correspondance avec la ligne 1 du tramway d'Île-de-France. Elle devrait voir passer 65 000 voyageurs par jour.

## Histoire
La station est initialement dénommée par son nom de projet Nanterre La Boule. Le nom officiel de la station sera défini à travers une consultation publique qui a lieu du 28 novembre au 12 décembre 2022 parmi deux propositions : Nanterre - La Boule, Joliot-Curie.